# Ratpenat d'esquena nua
Els ratpenats d'esquena nua (Dobsonia) formen un gènere de ratpenats de la família dels pteropòdids.
El gènere comprèn les següents espècies:
- Dobsonia anderseni
- Dobsonia beauforti
- Dobsonia crenulata
- Dobsonia emersa
- Dobsonia exoleta
- Dobsonia inermis
- Dobsonia minor
- Dobsonia moluccensis
- Dobsonia pannietensis
- Dobsonia peronii
- Dobsonia praedatrix
- Dobsonia viridis
- Dobsonia chapmani